# گرگینه (فیلم ۱۹۷۹)
«گرگینه» (انگلیسی: Wolfman (1979 film)) فیلمی در ژانر ترسناک است که در سال ۱۹۷۹ منتشر شد.